# Hankówka
Hankówka – część miasta Jasło, do 1972 samodzielna wieś. Leży na wschód od centrum miasta, wzdłuż ulicy o nazwie Hankówka.

## Historia
Dawniej wieś i gmina jednostkowa w powiecie jasielskim, za II RP w woј. krakowskim. W 1934 w nowo utworzonej zbiorowej gminie Jasło, gdzie utworzyła gromadę.
Podczas II wojny światowej w gminie Jaslo w powiecie Jaslo w dystrykcie krakowskim (Generalne Gubernatorstwo). Liczyła wtedy 454 mieszkańców.
Po wojnie znów w gminie Jasło w powiecie jasielskim, w nowo utworzonym województwie rzeszowskim. Jesienią 1954 zniesiono gminy tworząc gromady. Hankówka weszła w skład nowo utworzonej gromady Brzyszczki, gdzie przetrwała do końca 1972 roku, czyli do kolejnej reformy gminnej.
1 stycznia 1973 Hankówkę włączono do Jasła (niewielką część Hankówki, 3 ha, do Jasła włączono już 31 grudnia 1961).